# گل شمعدانی
شمعدانی یا شمدانی (نام علمی:  Pelargonium) سرده‌ای از گیاهان گل‌دار است و حدود ۲۰۰ گونه دارد.

## زیستگاه اصلی

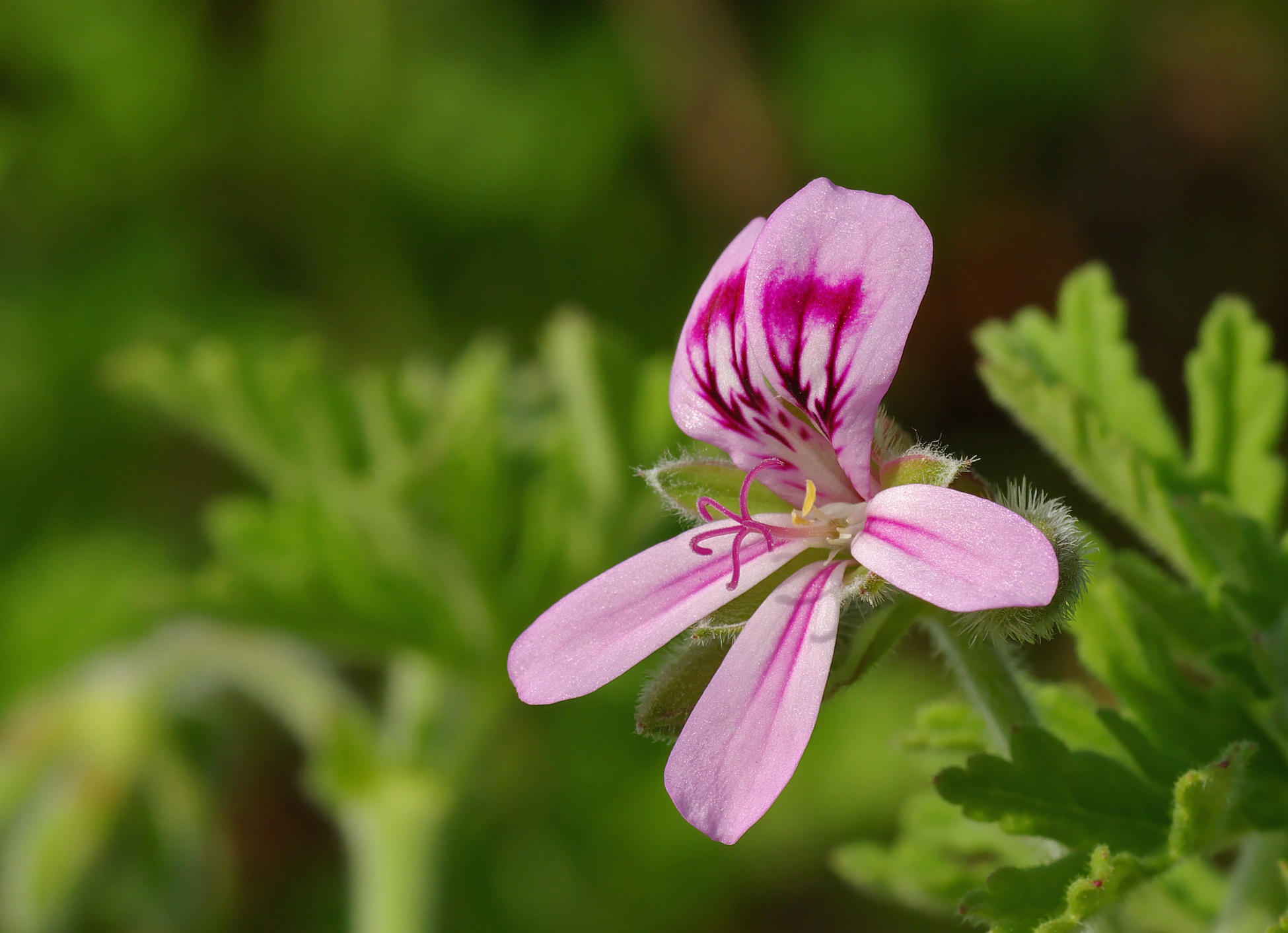
نمونه‌ای از گلبرگ‌های یک گل شمعدانی صورتی

شمعدانی‌ها در واقع، گیاهانی هستند با خاستگاه آفریقایی و استرالیایی. بعضی گونه‌های آن در شمال آمریکا و استرالیا انتشار دارند و عده‌ای نیز به مناطق مدیترانه‌ای وارد شده‌اند. گونه‌های مختلفی نیز به صورت زینتی در پارک‌ها کاشته می‌شوند که باغبانان معمولاً آن را، به جای پلارگونیوم و به غلط، ژرانیوم می‌نامند. گل‌ها در این جنس کاملاً صفات ویژه خود را دارند و در بخشی از نهنج آن‌ها که با سطح پشتی گل ارتباط دارد منفذ و دهانه‌ای یافت می‌شود که آغاز حفره‌ای ممتد و لوله‌ای شکل در داخل دمگل است و در واقع جانشین دیسک به‌شمار می‌رود.

گیاهانی علفی، یکساله یا چندساله و پایا هستند. به ندرت برخی از آن‌ها (به جز پلارگونیوم) به صورت بوته‌های پیچان با ساقه گوشتی وجود دارند. برگ‌ها منفرد یا متقابل، غالباً گوشوارک‌دار، پهنک برگهات همیشه منقسم، دارای بریدگی‌های بسیار، به‌طور کلی پنجه‌ای و پوشیده از کرک‌های غده‌ای و اسانس‌دار هستند.

گلبرگ‌های جلویی معمولاً از دیگر گلبرگ‌ها رشد بیشتری دارند و از ۱۰ پرچم که در قاعده بهم پیوسته‌اند، فقط ۷ پرچم زایاست. کاسه، شامل کاسبرگهایی است که در پایین بهم پیوسته‌اند و قطعه عقبی آن به صورت مهمیز با دمگل متحد می‌شود و حفره لوله مانند درون دمگل را بوجود می‌آورد. خامه گوشتی است و هنگام رسیدن میوه از بالا به پایین خم می‌شود. میوه این گیاهان مشابه میوه جنس ارودیوم است. از دیرباز گونه‌ای از آن به نام شمعدانی (پلارگونیوم زوناله) با واریته‌های گوناگون و به رنگ‌های مختلف به عنوان گیاه زینتی در بیشتر نقاط ایران کاشته می‌شود.
انتخاب نام شمعدانی برای این گیاهان بیشتر مربوط به شکل میوه آنهاست که در داخل کاسبرگ‌های پایا و روی دمگل‌های بلند و در انتهای دمگل مشترک به صورت شمعدان چند شاخه قرار می‌گیرند. به تازگی گونه‌ای از این جنس به نام پلارگونیوم کرسه تورم در دره قاسملوی ارومیه گزارش شده‌است.
شمعدانی عطری
نام علمی:                  Pelargonum graveolens
نام انگلیسی:                   Rosageranium
نام فارسی:           شمعدانی عطری، ژرانیوم، عطرچای
رده:                         دولپه‌ای‌ها Dicotyledonae 
راسته:                         شمعدانی  Geraniales
تیره:                            شمعدانی Geraniacea
جنس:                               Pelargonium 

## نحوه تکثیر

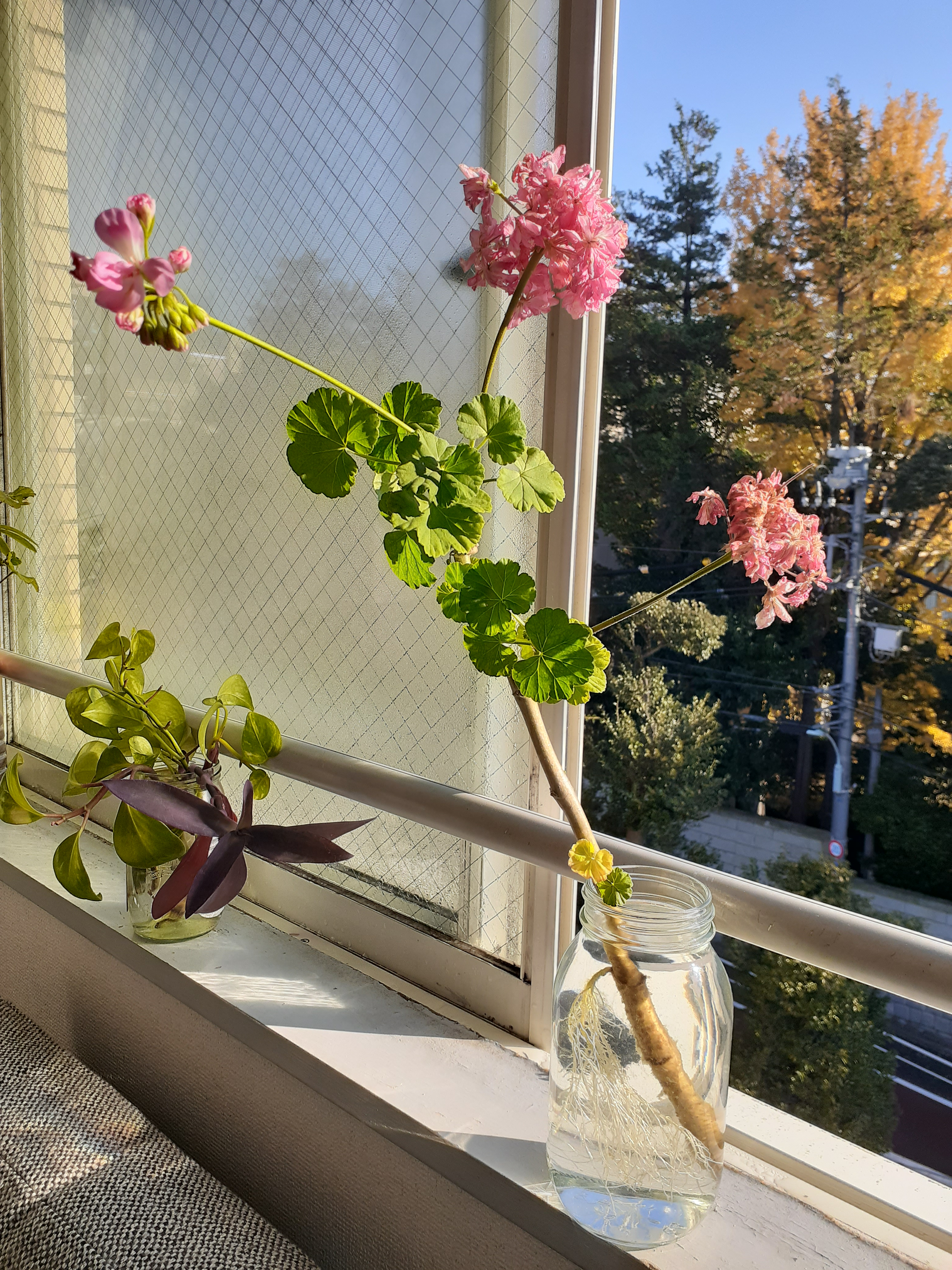
گل دهی شمدانی(رُزا) در آب

گل‌های شمعدانی به راحتی تکثیر می‌شوند، فقط کافی است بخشی از گل را جدا کنید و درون آب قرار دهید تا ریشهٔ جدید بدهد و شما می‌توانید دوباره آن را بکارید.و از راه بذر هم قابل تکثیر است اما بهترین گزینه قلمه زدن است.

### خاک
شمعدانی خاک سنگین را دوست دارد، این خاک می‌تواند دو قسمت خاک برگ، چهار قسمت خاک باغچه، دو قسمت کود گاوی پوسیده شده و دو قسمت شن انتخاب بشود.

### نور
گل شمعدانی نیاز به مقداری نور معمولی و مستقیم آفتاب دارد و این باعث می‌شود که گل دهی گیاه بهتر باشد

### آبیاری
شمدانی با آب و بدون آب هر دو سازگاری دارد نیاز به آبیاری زیاد نیست و شمعدانی محیط خشک را می‌پسندد. شمدانی به نور زیاد و تابش مستقیم خورشید نیز نیاز ندارد اما تابش خورشید را تحمل می‌کند.

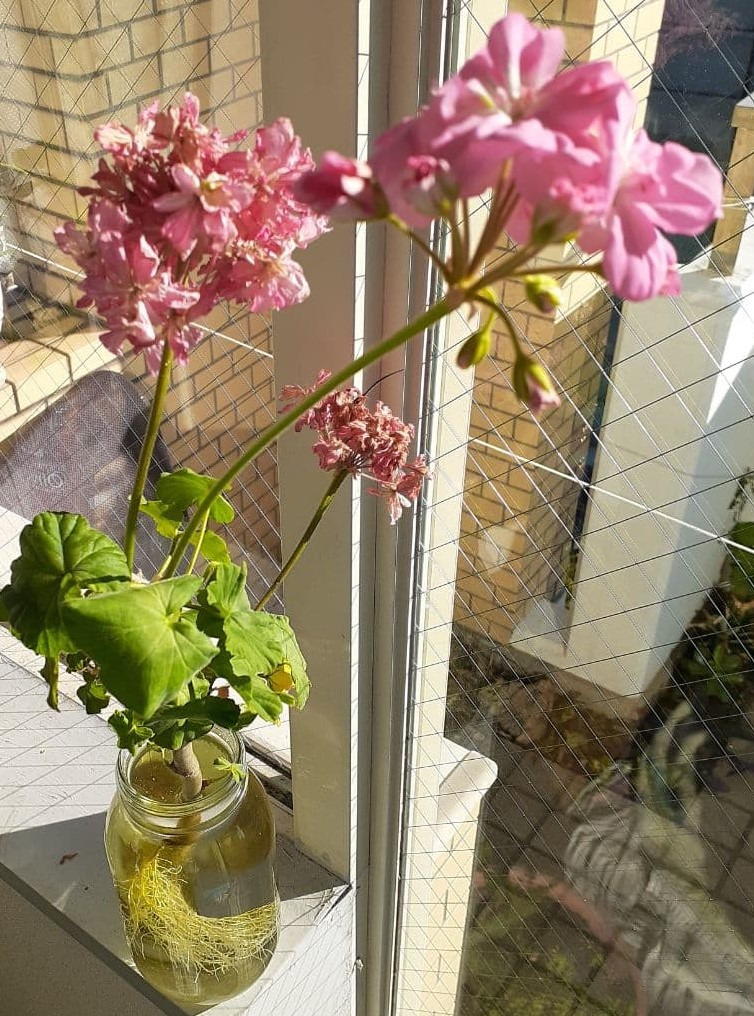
شمعدانی یا روژا در آب

## نگارخانه

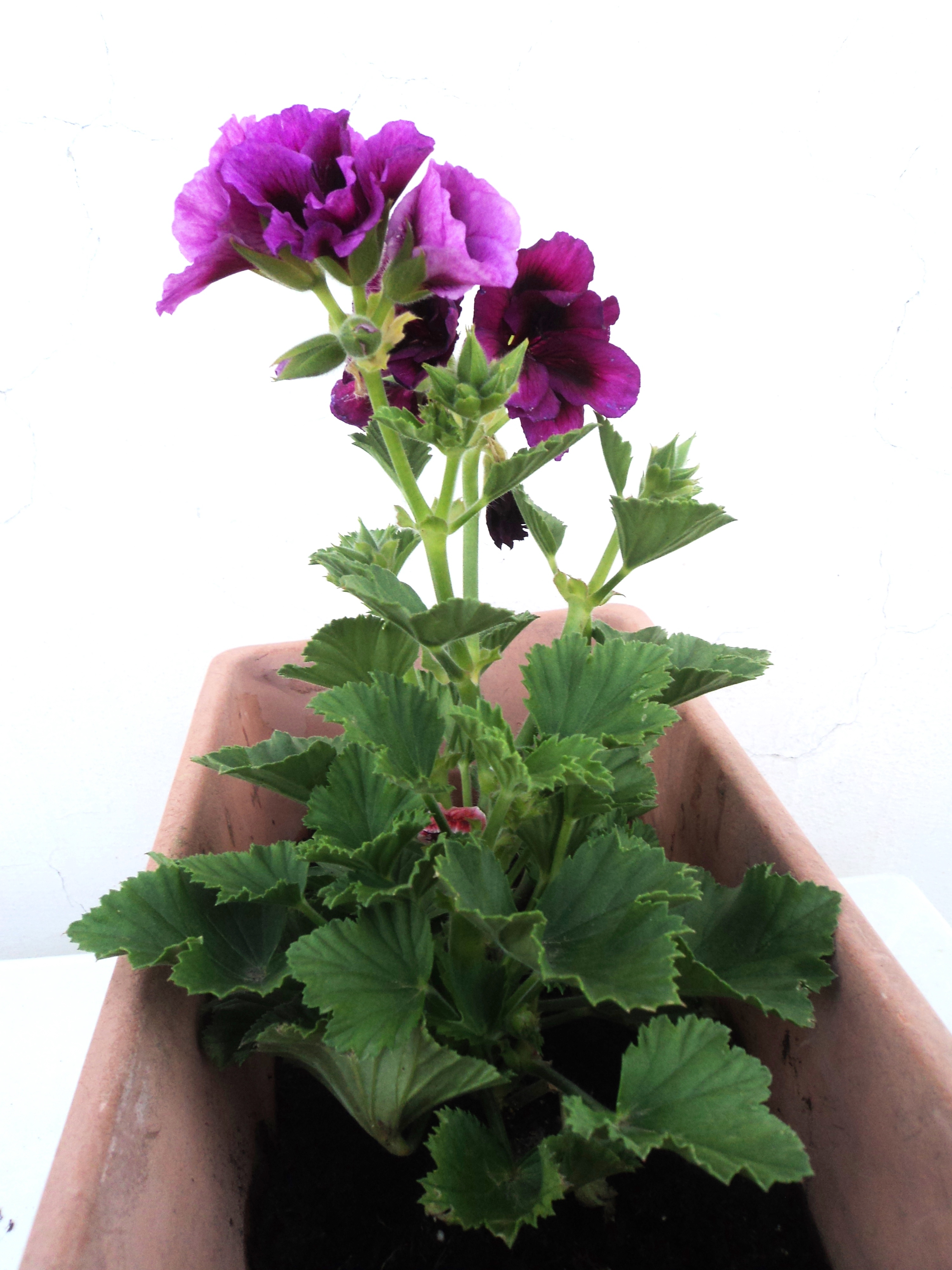
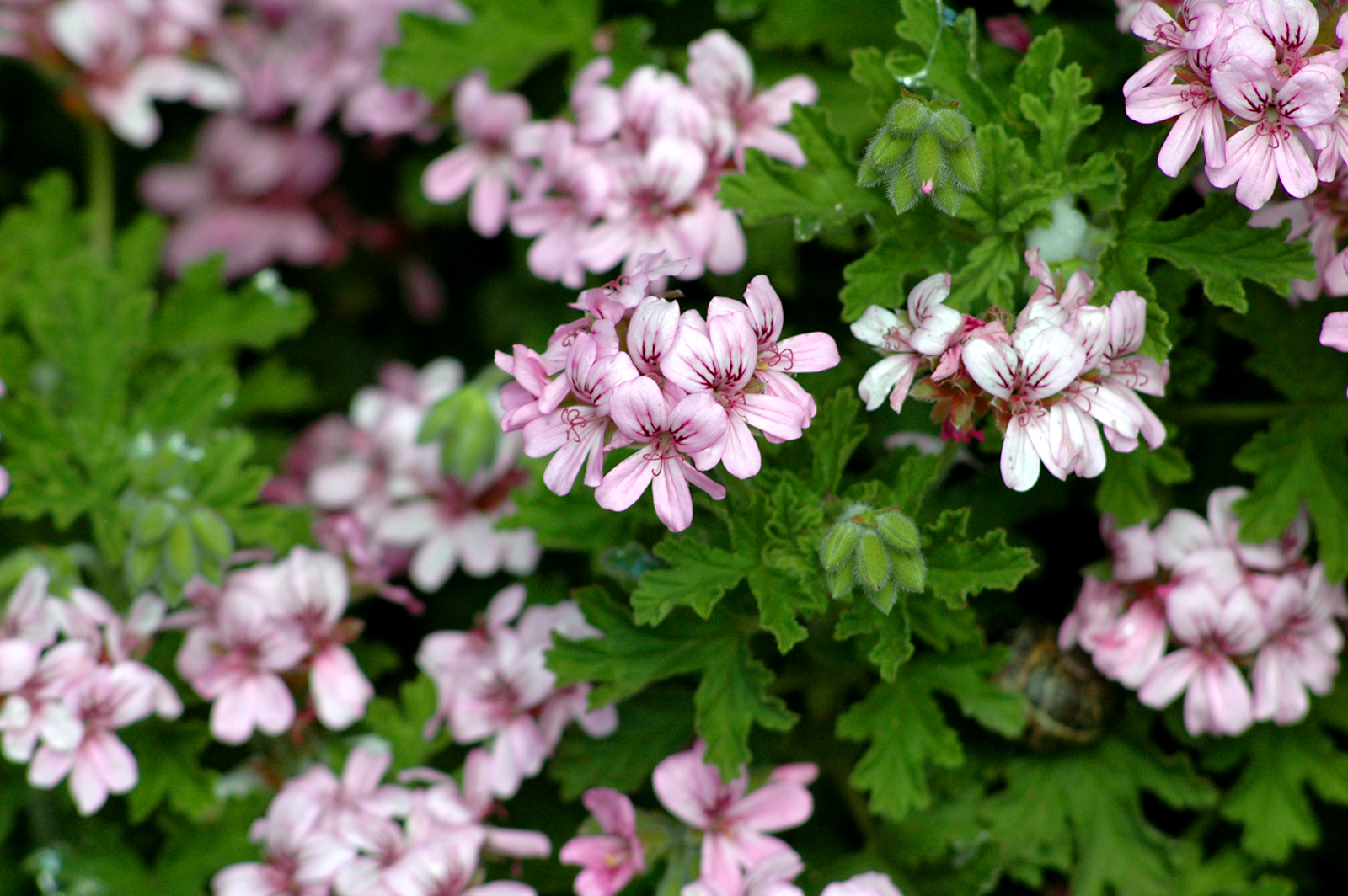
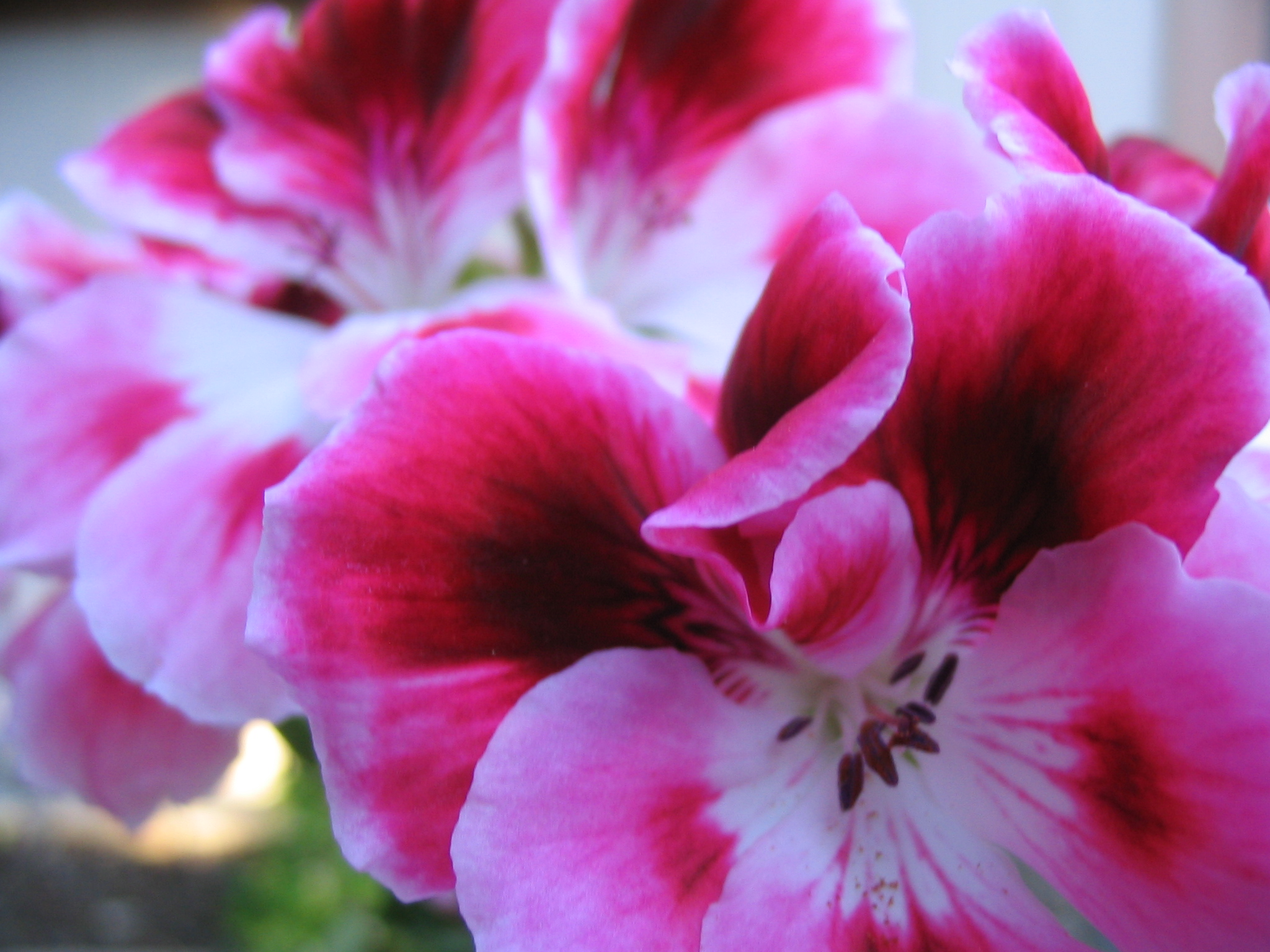
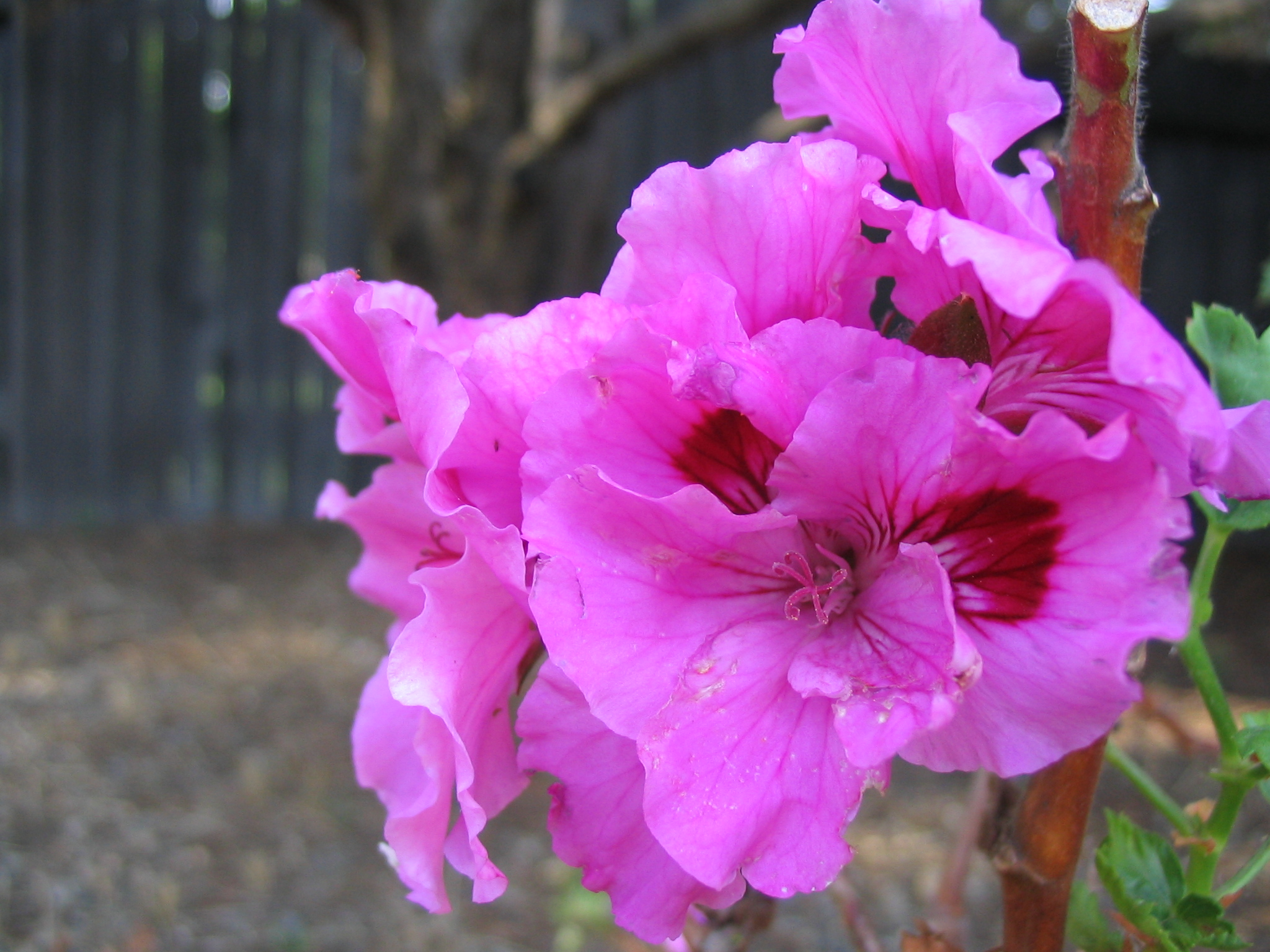
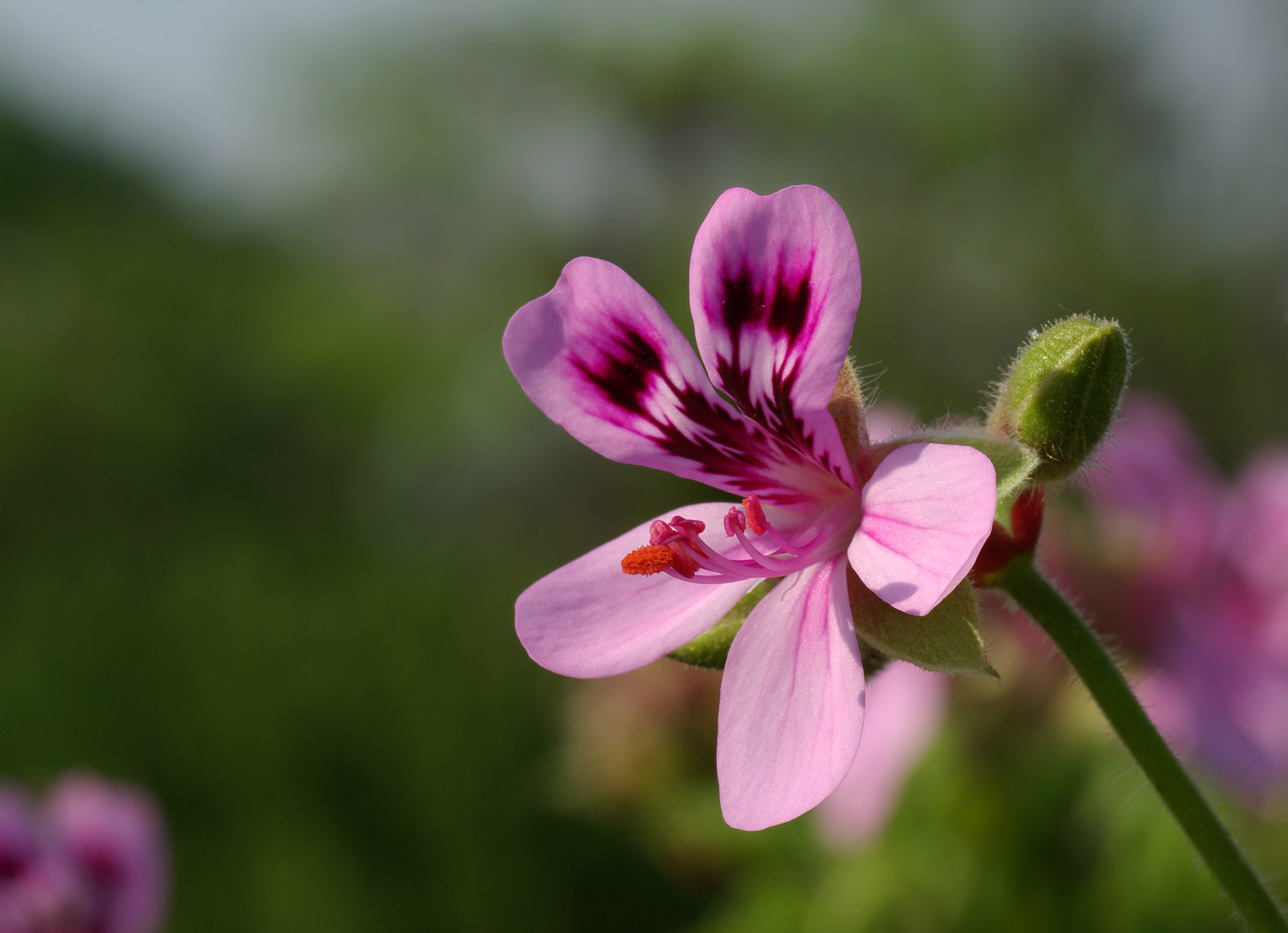
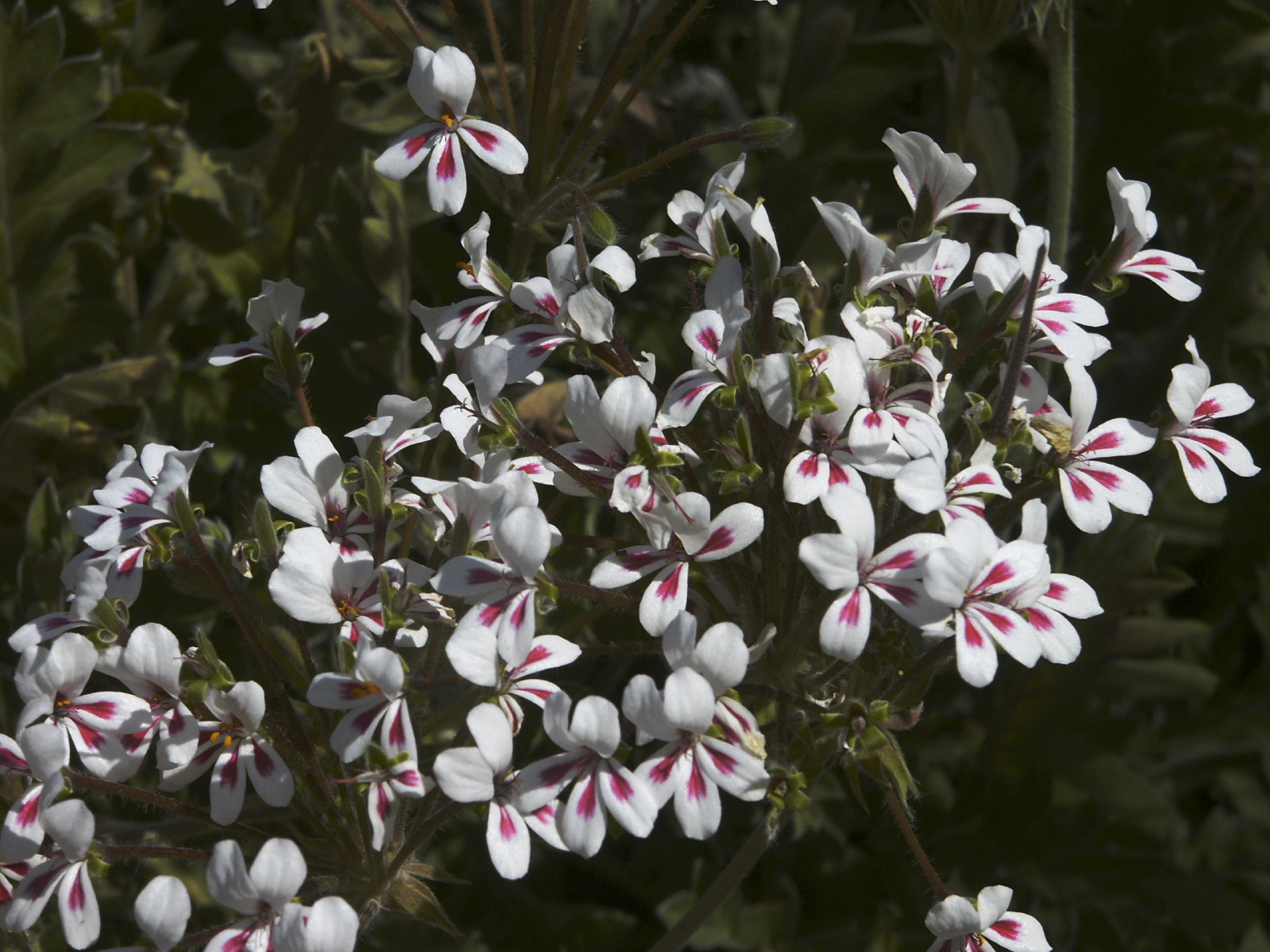
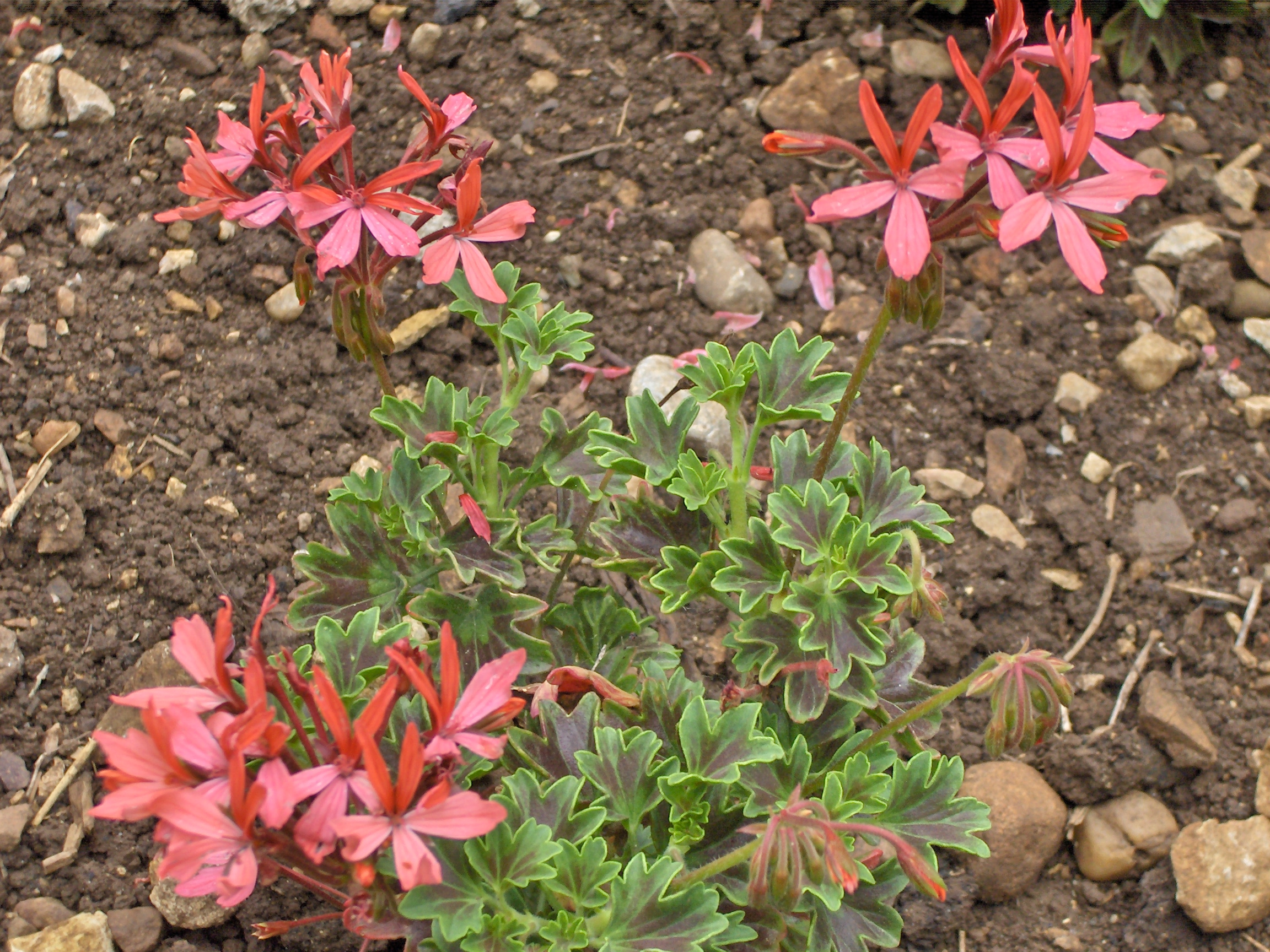
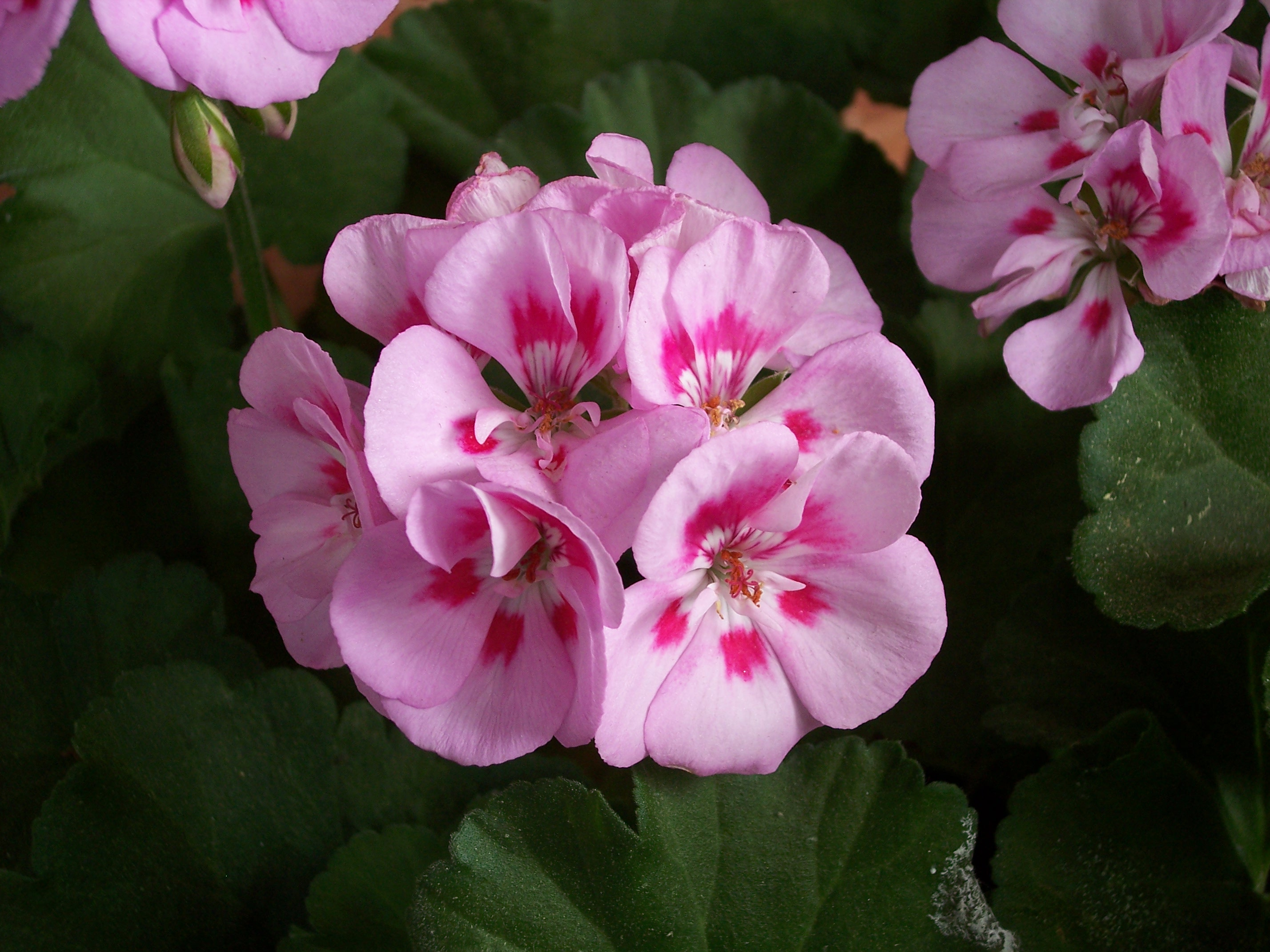